# Фока Синопски
Фока је хришћански светитељ. Био је епископ града Синопа у 2. веку.
Од младости се предао подвигу и живео је хришћанским животом. Као епископ у свом родном месту, у граду Синопу, на обали Црног мора, хришћане је утврдио у вери, а обратио у хришћанство многе многобошце. Због тога су се многобошци разгневили на њега. У хришћанској традицији помиње се да је Исус Христос јавио Фоки мученичку смрт кроз једну визију. На име: Фока је видео голуба светла како слеће са неба носећи у устима својим леп венац од цвећа, и како спушта венац на главу његову. И чуо је Фока глас од голуба: „Чаша твоја напуни се, и треба да је испијеш“! Из те визије сазнао је Фока да ће ускоро због вере у Христа пострадати. И није се уплашио, него се са благодарношћу Богу припремао се за муке. Ускоро после тога неки кнез Африкан ставио је Фоку на мучење. Мучен је дуго, цело му је тело испребијано и израњавано, и такав је бачен у тамницу. После тамновања бачен је у кључалу воду, у којој је Свештеномученик Фока преминуо. Пострадао је за време владавине цара Трајана 117. године.
Православна црква слави 4. августа пренос његових моштију из Понта у Цариград око 404. године и једно чудо овога светитеља. Неки човек, Понтин, био је ухваћен од Арапа. Арапи су га оковали, везали му руке на леђа и тако оставили да умре. Пошто је лежао потрбушке на земљи и пошто се није могао померити завапио је Понтин: „Свети мучениче Фоко, помилуј ме и спаси ме“!. У хришћанској традицији помиње се да је после тога заспао, и у сну видео светитеља Фоку, како му се приближио, дохватио га руком и рекао: „Опрашта ти Господ Исус Христос“! Када се човек пробудио био је одвезан.
Српска православна црква слави га 22. јула и 22. септембра по црквеном, а 4. августа и 5. октобра по грегоријанском календару.